# 黒い安息日
『黒い安息日』（くろいあんそくび、Black Sabbath）は、イギリスのロック・バンド、ブラック・サバスのデビュー・アルバムである。1970年2月13日の金曜日に発売され、しばしば初期のヘヴィメタルのアルバムの1つに数えられる。

## レコーディング
1969年8月、それまで「アース」という名前で活動していたバンドは、1963年に公開されたマリオ・バーヴァ監督・ボリス・カーロフ主演のホラー映画『ブラック・サバス 恐怖!三つの顔』から名前をとって、「ブラック・サバス」と改名した。同じ頃、初期の楽曲を集めたデモテープを制作し、配布した。
1969年、ブラック・サバスはデビュー・シングル「Evil Woman」（邦題：「魔女よ、誘惑するなかれ」、1970年1月発表）を作成。直後にこのアルバムの残り7曲の制作に取りかかる。ギタリストであるトニー・アイオミによれば、「俺たちに与えられた時間は2日だったので、レコーディングに1日を使って、もう1日はミキシングにあてることにした。レコーディングはすべてスタジオ・ライブ。オジーの歌も同時に録ったよ。彼がブースに入ったら録音開始。ほとんど録り直しはなかったね」。また、「スタジオ入りしたらライブのセットリストをそのまま演奏して終わり。1日っていうのは割りと長いものだと感じたよ。翌日には20ポンドのギャラでスイスでライブをやることになっていたんだ」とも語っている。

## 楽曲内容
音楽・歌詞の両面で見ても、このアルバムはダークなアルバムと考えられてきた。「Black Sabbath」という、アルバムのリードトラックは、「威圧感」や「恐怖感」をあおるための（中世において三全音は「邪悪なもの」を表現するものだと思われていた）エレキギターでゆっくりと奏でられる三全音が基になっている。歌詞における「figure in black」はサタンのことを示していると考えられている。
似たようなことに、「N.I.B.」という歌においても、歌詞がルシファーの視点から書かれている。一般に思われていることとは別に、この歌は「Nativity In Black」の略ではない。トニー・アイオミはいくつかのインタビューの中で、バンドのドラマーであるビル・ワードのペン先のようなヤギひげをネタにしただけだと話している。
アルバムにあるほかの2曲の歌詞は、超自然的なテーマを扱ったストーリーになっている。「Behind the Wall of Sleep」はH・P・ラヴクラフトの短編小説のタイトル『Beyond the Wall of Sleep』からきており、「The Wizard」は『指輪物語』のガンダルフからきている 。また、後者においてはバンドのボーカリストである、オジー・オズボーンがハーモニカを吹く場面がある。
「Warning」と「Evil Woman」は、いずれもブルースの楽曲をカバーしたものであり、歌詞に関連性がある。前者はエインズレー・ダンバー・リタリエイションによって制作・演奏され、後者はクロウ (Crow)というアメリカのブルースバンドによって制作・演奏されたものである。ブラック・サバスがこれらの楽曲をカバーした際、より「ヘヴィ」で即興的なものに近くなった。

## カバーアート

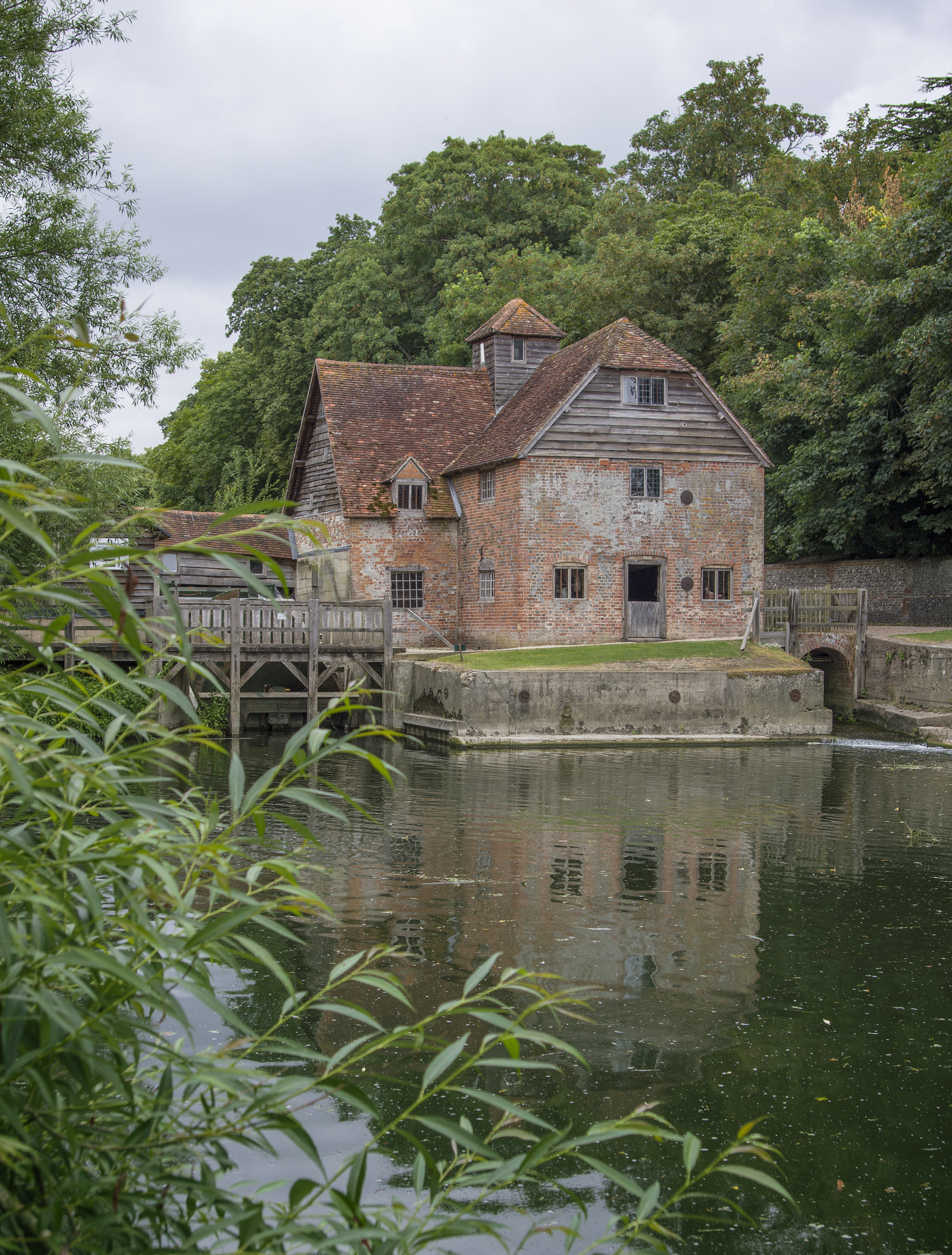
カバーアートの撮影場所:英オックスフォードシャー州南部メープルダーラム村の水車小屋

アルバムジャケットのカバーアートを担当したのは、当時新鋭のフォトグラファーだったマーカス・キーフ（本名:Keith Macmillan）。アルバムのセルフタイトル（黒い安息日）とバンドのスタイルを具現化したような、呪術的なイメージを表現している。
永らく詳細を語られることがなかったが、発売50周年を記念したインタビュー特集でキーフ本人がコメントを寄せた。撮影場所は、英オックスフォードシャー州南部メープルダーラム村の水車小屋付近。ジャケットに写っている被写体モデルの名はルイーザ・リヴィングストンという女性で、ルイーザ本人もコメントしている。「当初はヌード女性を被写体に、ドライアイスを使用してスモークを炊く際どいアイデアを想定していた。あまり上手くいかなかったので、マントを着せたまま逆にセクシーな要素をすべて排除し、不吉な前兆というイメージを作った」。ルイーザは「撮影が早朝からで、起床が朝4時だった。撮影中は凍える寒さだった。キーフはドライアイスでは上手くいかなかったようで、スモークマシンに切り替え慌ただしく動き回っていた」と秘話を明かしている。

## リリースと評価
アルバムはイギリスのチャートで8位を記録、アメリカでは1970年にワーナー・ブラザース・レコードからリリースされ、ビルボードで23位を記録し、1年間もチャートに残っては100万枚のセールスを記録した。
こういった商業的成功にもかかわらず、Lester Bangsは『ローリング・ストーン』で、「他の音楽の境界線を越えて加速するスピード狂のようにリールするギターとベースの不協和音のジャムで、同一性がまったく見当たらない」とアルバムを酷評し、『ヴィレッジ・ヴォイス』誌でもロバート・クリストガウがプラスチックの音盤史上最悪だと酷評した。
『ローリング・ストーン』誌が選んだ「オールタイム・グレイテスト・アルバム500」と「オールタイム・ベスト・デビュー・アルバム100」に於いて、それぞれ243位と44位にランクイン。

## 収録曲
次の楽曲を除く全ての歌詞は、トニー・アイオミ、オジー・オズボーン、ギーザー・バトラー、ビル・ワードによって書かれた。
「Wasp」「Bassically」「A Bit Of Finger」という楽曲は北米版のみ収録。ボーナス・トラックというよりは、ある歌の一部に名前をつけただけのもので、たとえば「Bassically」は「N.I.B.」のベースによるイントロ部分である。もとのイギリス版と2004年のリマスター版を除く全ての版にはタイトルをつけた複数の曲同士がひとつにまとめられることもあった。もとの北米版には著作権の関係で「Evil Woman」のかわりに「Wicked World」が収録されていた。1996年の北米以外のリマスターCDには、「Wicked World」がボーナス・トラックとして収録されていた。

### ヴァーティゴ・レコード版（1970年、イギリス）

#### Aサイド
1. 黒い安息日 - "Black Sabbath" – 6:16
2. 魔法使い - "The Wizard" – 4:24
3. 眠りのとばりの後に - "Behind the Wall of Sleep" – 3:38
4. N.I.B. - "N.I.B." – 6:06

#### Bサイド
1. 魔女よ、誘惑するなかれ - "Evil Woman (Don't Play Your Game With Me)" (デイヴ・ワンガー、ディック・ウィンガード、ラリー・ウィンガード – Crow) – 3:25
2. 眠れる村 - "Sleeping Village" – 3:46
3. 警告 - "Warning" (エインズレー・ダンバー、ジョン・ムースヘッド、アレックス・ドモチョウスキー、ビクター・ヒックリング) – 10:32

### ワーナー・ブラザース版（1970年、北米）

#### Aサイド
1. 黒い安息日 - "Black Sabbath" – 6:20
2. 魔法使い - "The Wizard" – 4:22
3. ワスプ/眠りのとばりの後に/N.I.B. - "Wasp/Behind the Wall of Sleep/Bassically/N.I.B." – 9:44

#### Bサイド
1. 悪魔の世界 -　"Wicked World" – 4:30
2. ビット・オブ・フィンガー/眠れる村/警告 - "A Bit of Finger/Sleeping Village/Warning"  – 14:32

#### CD（1980年代以降）
1. 黒い安息日 - "Black Sabbath" – 6:16
2. 魔法使い - "The Wizard" – 4:18
3. ワスプ/眠りのとばりの後に/N.I.B. - "Wasp/Behind the Wall of Sleep/Bassically/N.I.B." – 10:40
4. 悪魔の世界 - "Wicked World" – 4:42
5. ビット・オブ・フィンガー/眠れる村/警告 - "A Bit of Finger/Sleeping Village/Warning" ("Warning" はAynsley Dunbarが作詞) – 14:20

### サンクチュアリ・レコード版（2004年、リマスター）
1. 黒い安息日 - "Black Sabbath" – 6:21
2. 魔法使い - "The Wizard" – 4:24
3. 眠りのとばりの後に - "Behind the Wall of Sleep" – 3:37
4. N.I.B. - "N.I.B." – 6:07
5. 魔女よ、誘惑するなかれ - "Evil Woman" (Crow) – 3:25
6. 眠れる村 - "Sleeping Village" – 3:46
7. 警告 - "Warning"  (Aynsley Dunbaret作詞) – 10:32
8. 悪魔の世界 - "Wicked World" – 4:43

### ブラック・ボックスからのリリース（2004年、リマスター）
1. 黒い安息日 - "Black Sabbath" – 6:19
2. 魔法使い - "The Wizard" – 4:23
3. ワスプ/眠りのとばりの後に/N.I.B. - "Wasp/Behind the Wall of Sleep/Bassically/N.I.B." – 9:44
4. 悪魔の世界 - "Wicked World" – 4:47
5. ビット・オブ・フィンガー/眠れる村/警告 - "A Bit of Finger/Sleeping Village/Warning" ("Warning" はAynsley Dunbarが作詞) – 14:16
6. 魔女よ、誘惑するなかれ -"Evil Woman" (Crow) – 3:23

## 参加ミュージシャン
- オジー・オズボーン – ボーカル、ハーモニカ（「魔法使い」のみ）
- トニー・アイオミ – ギター、スライドギター[15]
- ギーザー・バトラー – ベースギター
- ビル・ワード – ドラムス

### その他
- トム・アロム – エンジニア
- バリー・シフィールド – エンジニア
- ロジャー・ベイン – プロデューサー
- キーフ – カバーアート・デザイン

## 脚註
1. ↑  Huey, Steve, Album review Black Sabbath, Allmusic 2012年7月13日閲覧。
2. ↑  BLACK SABBATH | Artist | Official Charts - 「Albums」をクリックすれば表示される - 2015年3月15日閲覧
3. ↑  charts.de - 2014年7月28日閲覧
4. ↑  Black Sabbath - Black Sabbath | Awards | AllMusic
5. 1 2   Black Sabbath Biography, The Rock and Roll Hall of Fame and Museum, Inc. 2007, (2007) 2013年11月10日閲覧。
6. ↑  “Rock Band Name Origins at WHAT'S IN A NAME”.   Library.thinkquest.org. 2011年8月14日閲覧。
7. ↑  Rosen 1996, p. 38
8. ↑  
Osbourne, Ozzy; Chris Ayres (2009). I Am Ozzy. United Kingdom: Sphere. p. 86. ISBN 978-1-84744-346-5
9. ↑  Neeley, Sir Wendell (April 2005), 20 Questions with Geezer Butler, Metal Sludge 26 April 2005 2008年4月29日閲覧。
10. ↑  “ブラック・サバス50周年、革命的なデビューアルバム制作秘話”.   Rolling Stone Japan (2020年2月15日). 2020年5月29日閲覧。
11. ↑  Bangs, Lester (17 September 1970), “Album reviews Black Sabbath”, Rolling Stone (Wenner Media) 2009年9月6日閲覧。
12. ↑  Christgau, Robert, Review Black Sabbath, Robert Christgau 2009年9月6日閲覧。
13. ↑  500 Greatest Albums of All Time: Black Sabbath, 'Black Sabbath' | Rolling Stone - 2015年3月15日閲覧
14. ↑  The 100 Best Debut Albums of All Time: 'Black Sabbath' | Rolling Stone
15. ↑  “Black Sabbath (album) review”.   Rolling Stones Magazine. 2011年10月21日閲覧。